# 雷记沟回汉支队驻地旧址
雷记沟回汉支队驻地旧址，位于宁夏回族自治区吴忠市盐池县青山乡月儿泉行村雷记沟自然村，是中华人民共和国宁夏回族自治区文物保护单位之一。
2010年12月6日，授予宁夏回族自治区文物保护单位，是一座近现代重要史迹及代表性建筑。